# Župnija Sveta Trojica v Slovenskih goricah
Župnija Sveta Trojica v Slovenskih goricah je rimskokatoliška teritorialna župnija, spada pod Slovenjegoriški naddekanat, ki je del nadškofije Maribor.

## Sakralni objekti
- Cerkev Svete Trojice, Sveta Trojica v Slovenskih goricah (župnijska cerkev)
- Kapela Svetega križa, Zgornji Porčič
- Kapela svete Marije Brezmadežne, Spodnja Senarska
- Kapela Žalostne Matere Božje, Zgornje Verjane